# Abulie
Abulie (též aboulie, řec. Αβουλία = nedostatek vůle) je příznak patologické poruchy psychické regulace činnosti. Projevuje se jako nedostatek podnětů k činnosti, jako neschopnost jedince rozhodovat a správně jednat, přestože si uvědomuje nezbytnost této činnosti. Postižený se může dostat až do fáze, kdy ztratí vůli úplně a je tedy v sociální izolaci. Abulie je často spojena s nadměrným nárůstem automatismu a slabé vůle (tu je však nutno od abulie rozlišovat).
Abulie je závislé a tudíž léčitelné onemocnění, které je vždy příznakem onemocnění jiného např. deprese (proto je nutné začít v tomto případě léčbou deprese).